# Makwa (Saskatchewan)
Makwa ist ein Dorf (Village) in der Gemeinde Loon Lake No. 561 in Saskatchewan. Der Highway 304 ist der Hauptzufahrtsweg und verläuft durch den Ort. Das Revier Makwa River Outfitters nordöstlich des Dorfes ist ein bekanntes Jagdgebiet in der Region. Die umgebende Region ist Teil der als Aspen Parkland bezeichneten kanadischen Ökoregion.
Der Name Makwa stammt aus der Sprache der Cree und bedeutet übersetzt etwa „Vogel des Glücks“. Der Ort liegt 40 km westlich von Meadow Lake auf einer Höhe von 497 m über dem Meeresspiegel. Haupteinnahmequelle ist der Anbau von Getreide sowie die Rinderzucht. Der Makwa Lake bildet zusammen mit dem Upper Makwa Lake und dem Jumbo Lake ein bekanntes und beliebtes Ressortzentrum.
Im Zentrum befindet sich das Makwa Post Office und die St. Thomas Roman Catholic Church. In der Gegend um den Ort liegen zahlreiche Parks, u. a. der Makwa Lake Provincial Park, Meadow Lake Provincial Park und der Steele Narrows Provincial Park.

## Demografie
Laut der Volkszählung von 2001 lag die Einwohnerzahl von Makwa bei 101. Nach der Zählung aus dem Jahr 2006 sank diese Zahl um 4,95 % auf 96 Personen. Im Jahr 2016 betrug die Zahl der im Ort lebenden Personen ca. 84.